# Pareuthyphlebs popovi
Pareuthyphlebs popovi är en bönsyrseart som beskrevs av Johann Heinrich Kaltenbach 1991. Pareuthyphlebs popovi ingår i släktet Pareuthyphlebs och familjen Toxoderidae. Inga underarter finns listade i Catalogue of Life.